# Дисонанс (музика)
Дисона́нс (від лат. dissono — нестройне звучання) — співзвуччя, що сприймається на слух, як негармонійне, незлитне. До дисонасів відносять великі і й малі секунди та септими, збільшені й зменшені інтервали, а також всі акорди, що включають хоча б один із цих інтервалів; умовно до дисонансів відносять і кварту стосовно баса.
З математико-акустичної точки зору дисонанс є співвзвуччям, співвідношення частот звукових коливань тонів якого є складнішим відношенням чисел, ніж консонанс. Наприклад {\displaystyle \ 8:9} — велика секунда, або {\displaystyle \ 8:15} — велика септима.
З погляду музичної психології дисонанс порівняно з консонансом є співзвуччям більш напруженим, нестійким; у системі мажору й мінору якісне розрізнення консонансу й дисонансу досягає ступеня протилежності, контрасту й представляє велику естетичну цінність.

## Консонанс і дисонанс в історії музики
Співвідношення консонансу й дисонансу завжди було важливою проблемою музики. Піфагорійці (VI–IV ст. до н. е.) проводили аналогію між консонансом і гармонією світу, світовим порядком (космосом), протиставляючи йому дисонанс — дисгармонію, деструкцію (хаос). До консонансів («симфоній») вони відносили октаву, квінту й кварту, всі інші співзвуччя — до дисонансів («діафоній»). Послідовники Піфагора розрізняли консонанс і дисонанс залежно від числових відносин тонів; послідовники Аристоксена вважали критерієм консонантності «приємність» співзвуччя для слуху.
У середньовічній теорії музики для позначення консонансу й дисонансу існували терміни «конкорданс» (лат. concordantia) і «дискорданс» (лат. discordantia); на кілька сторіч пізніше терміном «конкорданція» користувався Микола Дилецький. В XIII ст. (Іван де Гарландія, Франко Кельнський) до розряду консонансів перевели терції (незабаром також і сексти).
До XVII століття умовою застосування дисонансу було повне його підпорядкування консонансу — правильне готування й розв'язання (перехід) у консонанс; в XVII–XIX століттях обов'язковим правилом було лише розв'язання дисонансу; з кінця XIX ст. і особливо в XX ст. дисонанс все частіше застосовується самостійно — без готування й без розв'язання. Стосовно музики нововіденської школи та їх послідовників застосовують термін «емансипація дисонансу».
В музиці XX століття градація сонантности усвідомлюється як багатоступенева (замість двоступеневої — консонансу й дисонансу): прима й октава, квінта й кварта, терції й сексти, м'які дисонанси (м. септима, б. секунда), гострі дисонанси (б. септима, м. секунда).